# Sphaeroma sieboldii
Sphaeroma sieboldii là một loài chân đều trong họ Sphaeromatidae. Loài này được Dollfus miêu tả khoa học năm 1889.